# 浆果

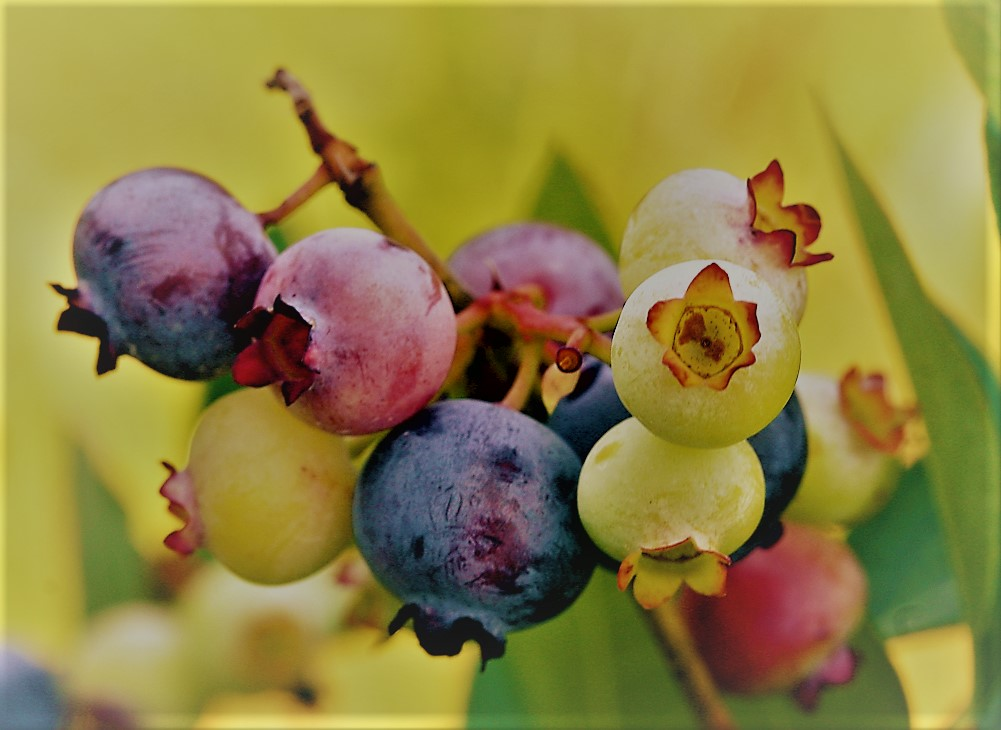
藍莓（blueberry）英文中有berry，也屬於浆果

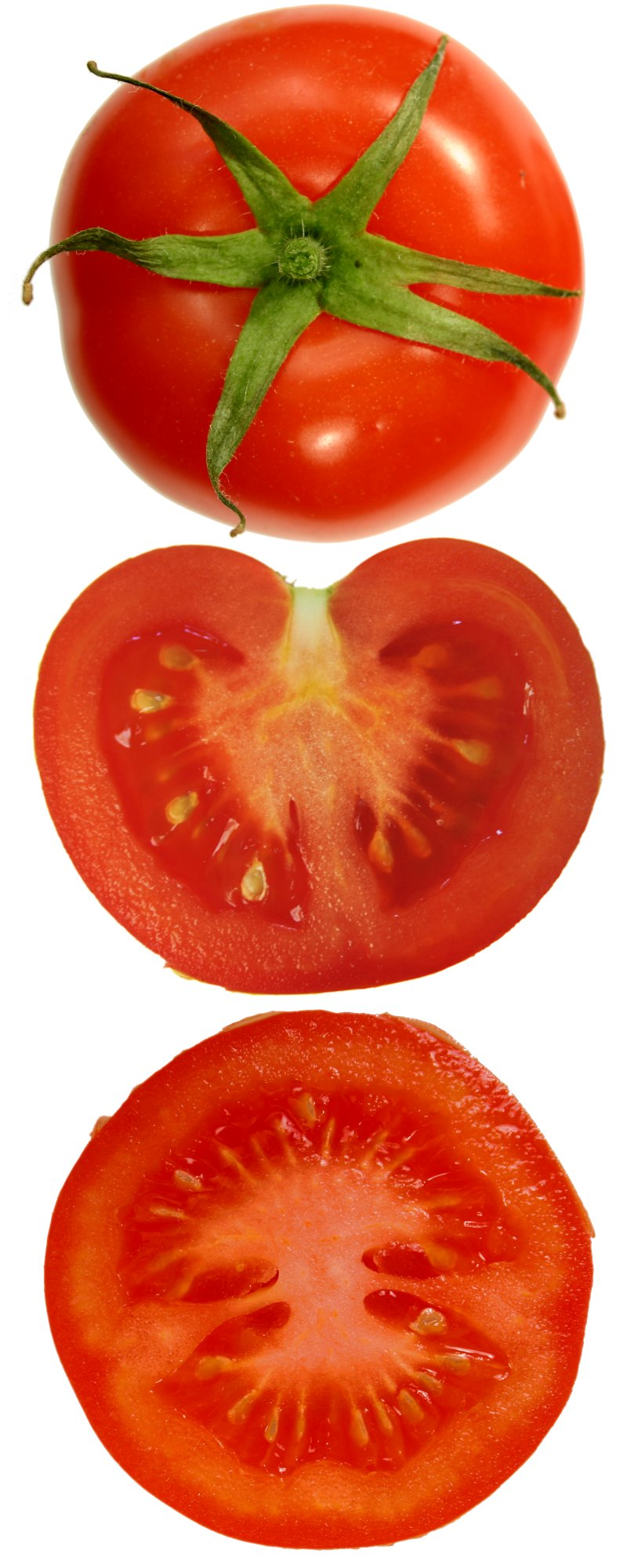
浆果：番茄的果实

漿果（英語：Berry）是果实的一种类型，属于单果，常见于分属于不同科属的多种植物，例如茄科的番茄、茄子、马铃薯的果实、青椒、香蕉、忍冬科的忍冬、葡萄科的葡萄等。浆果的外果皮较薄，中果皮和内果皮则肉质多汁较为发达。浆果的一枚果实中常有许多种子。浆果的萼片宿存，与果蒂相连接。浆果一般由多心皮合生雌蕊发育而成，偶见由单心皮发育的浆果，因此在浆果中常可以观察到若干格室。
尽管英文中的“浆果”拼作“Berry”，但是，杨梅（Bayberry）、黑莓（Blackberry）等并不是浆果，而是聚合果。